# Ícone gay
Um ícone gay ou ícone LGBT se trata de uma figura histórica, celebridade ou uma personalidade pública que, em determinados enquadramentos, serve como referência às comunidades lésbicas, gays, bissexuais e transgênero. As qualidades distintivas dos ícones gay incluem beleza, elegância e "glamour", força frente à adversidade, androginia, extravagância e, no caso dos artistas, a participação em obras de referência para a cultura LGBT. Existem ícones gay de todas os tipos de orientações sexuais e identidade de gênero, não se limitando apenas a pessoas LGBT.
Os ícones gay históricos são geralmente escolhidos devido à sua orientação sexual, mesmo que esta seja alvo de debate entre historiadores, como São Sebastião ou Antínoo, ou ficcionais como Aquiles e Pátroclo
Embora a maioria dos ícones gay aceite a diversidade LGBT, apoiando por vezes as causas ou organizações LGBT, alguns manifestam-se em oposição a tal designação, alegando a existência de uma suposta agenda política.

## Ícones gay históricos

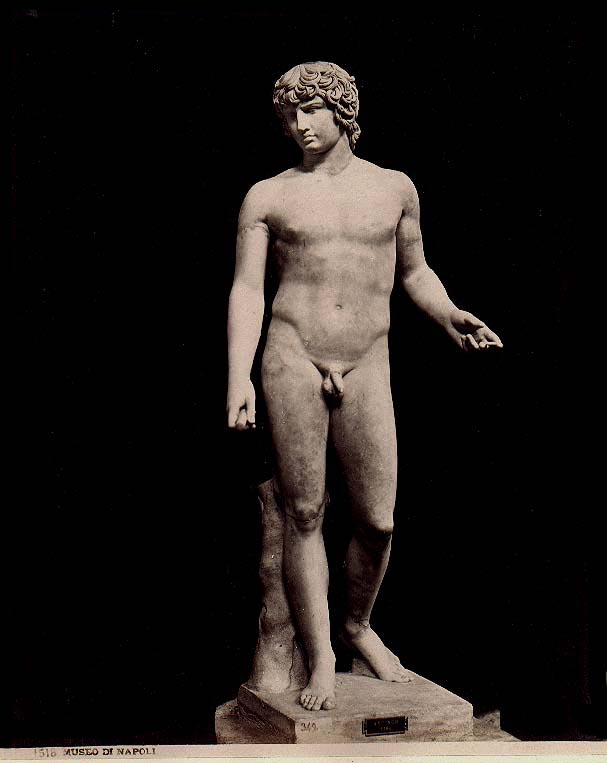
Estátua de Antínoo, (Museu Arqueológico Nacional de Nápoles).

### Antínoo
Um dos ícones gay mais antigos é Antínoo, o jovem amante do imperador romano Adriano. Antínoo foi venerado por séculos em diversas regiões da Roma Antiga. Sua trágica história de vida e a sua beleza fascinaram artistas de todos os tempos, e o culto da sua imagem promovido por Adriano prolongou-se pelos séculos, tenso sido elevado, já nos tempos modernos, ao estatuto de ícone gay.

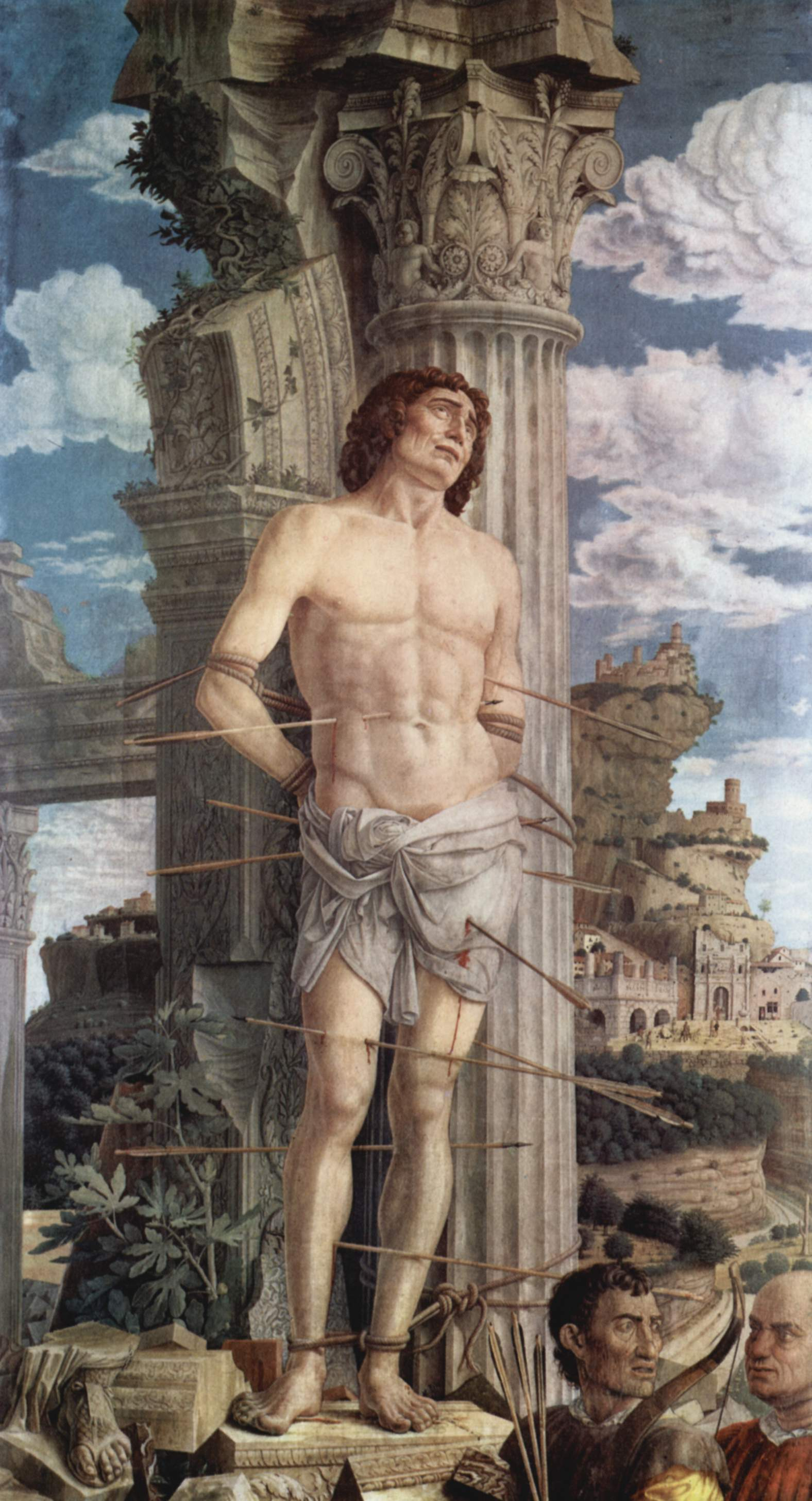
São Sebastião, por Andrea Mantegna.

### São Sebastião
São Sebastião é também, desde há algumas centenas de anos, uma referência homossexual e, mais recentemente, um dos mais reconhecidos ícones gay. A forma como é representado, em pintura e escultura, quase sempre nu, com um belo corpo musculado, o simbolismo das flechas trespassando-lhe o corpo e a expressão de êxtase doloroso, são, de certa forma, responsáveis pela atração que este santo tem provocado nos homossexuais desde o século XIX. Richard A. Kaye escreveu que "os homens gay contemporâneos viram imediatamente em Sebastião o anúncio comovedor do desejo sexual (de facto, um ideal homoerótico) e um exemplo prototípico de um gay escondido no armário que foi torturado".
Sebastião tem sido o nome de código escolhido por vários autores para caracterizarem os seus personagens quando estes são homossexuais ou tragicamente sofredores, como, por exemplo, Tennessee Williams em Suddenly, Last Summer, Evelyn Waugh em Reviver o Passado em Brideshead e Oscar Wilde em Little Britain (dramaturgo que, posteriormente, se tornaria um famoso ícone gay, devido ao seu julgamento e prisão por sodomia).

### Maria Antonieta
Maria Antonieta é um dos primeiros ícones lésbicos. Os rumores das suas relações com outras mulheres foram divulgados com detalhes pornográficos pelos panfletos anti-monárquicos antes da Revolução Francesa. Na Inglaterra vitoriana, os biógrafos que romantizaram o Antigo Regime negaram afincadamente tais rumores, porém descreveram romanticamente a amizade "fraternal" de Maria Antonieta com a Princesa de Lamballe como um dos "escassos e grandes amores que a Providência reúne na morte". Nos finais do século XIX, Maria Antonieta foi transformada em ícone de culto do safismo: a sua execução, vista como um martírio trágico, pode ter contribuído para essa honraria. As alusões na literatura redobram-se nos inícios do século XX, especialmente em The Well of Loneliness de Radclyffe Hall, em que Jonathan Brockett descreve Maria Antonieta e a Princesa de Lamballe como "pobres almas… mortalmente fartas dos subterrefúgios e dos fingimentos", e com Jean Genet, que, fascinado com a sua história, incluiu uma cena da execução em sua obra As criadas, de 1947.

## Ícones gay no cinema
O cinema e o seu glamour sempre atraiu fortemente uma parcela da comunidade gay que elevou muitas das suas estrelas à condição de ícone. Entre os mais conhecidos encontram-se Judy Garland, Carmen Miranda, Marlene Dietrich, Greta Garbo, Jennifer Aniston, Pamela Anderson, Zezé Motta, James Dean, Sônia Braga, Marlon Brando, Bette Davis, Marilyn Monroe, Joan Crawford, Julie Andrews, Rock Hudson, Audrey Hepburn e Elizabeth Taylor.

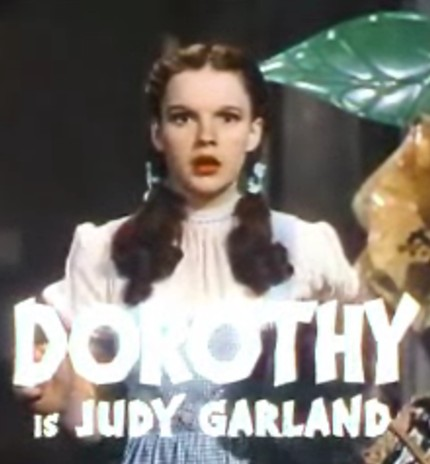
Judy Garland (1922-1969), como Dorothy no filme O Feiticeiro de Oz (1939).

### Judy Garland
O cinema é provavelmente a fonte mais rica de ícones gay, e Judy Garland é o arquétipo de ícone gay do cinema. Foi com o papel de Dorothy Gale e sua interpretação da canção Over the rainbow, ambos no filme O Feiticeiro de Oz, que Judy conquistou o prestígio da comunidade gay. A canção descrevia um local imaginário e utópico, em que os sonhos se tornavam realidade. É relativamente fácil de perceber como esta mensagem apelava aos gays, isolados e reprimidos e tão carentes de esperança, da época pré-Stonewall, que rapidamente a converteram no seu hino pseudo-oficial. Na década de 1950, "ser amigo de Dorothy" foi uma expressão utilizada entre os homossexuais para indicar que alguém era gay. Com efeito, no filme, a personagem Dorothy fazia-se acompanhar de três amigos especiais e diferentes do considerado "normal": um leão medroso, um espantalho sem cérebro e um homem de lata sem coração. No entanto, algumas fontes indicam que originalmente a expressão "amigo de Dorothy" se referia a Dorothy Parker, uma autora que tinha muitos gays entre os seus leitores, tendo a frase sido reaproveitada após o filme com Judy Garland.

### Marlene Dietrich
Marlene Dietrich, a primeira atriz alemã a triunfar em Hollywood, também é considerada um ícone gay pela sua beleza, glamour, sensualidade, mas, sobretudo, pela grande ambiguidade que demonstrava nos seus filmes e espetáculos ao vestir-se, provocantemente, com roupas masculinas. Marlene foi para as mulheres do século XX, um modelo de libertação e subversão.

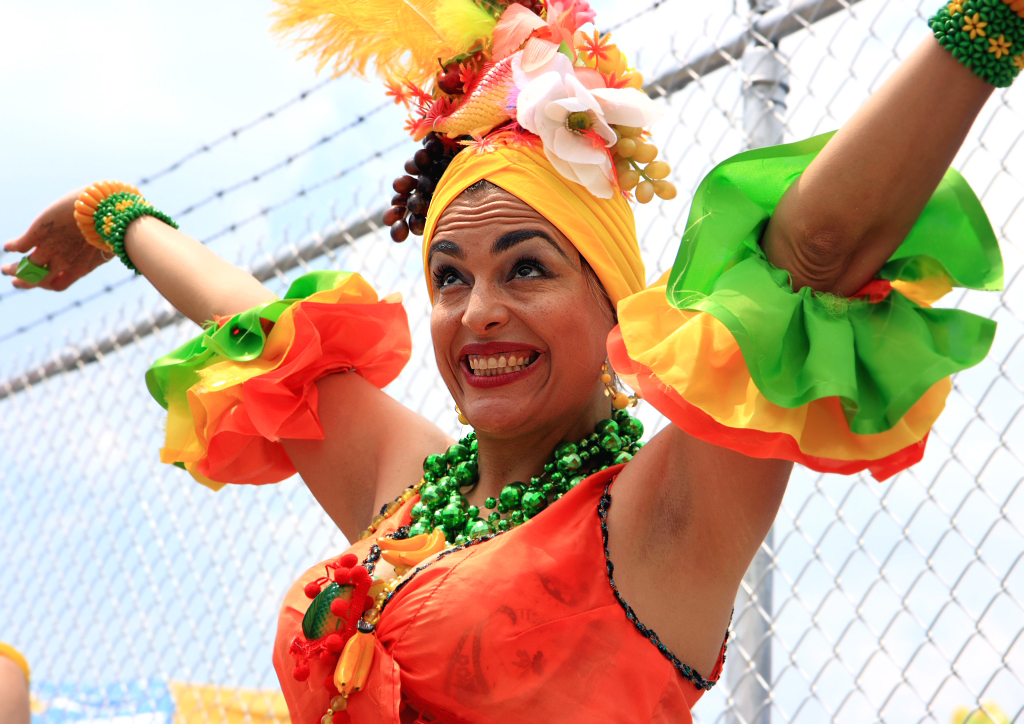
Carmen Miranda tornou-se um símbolo da cultura gay internacional.

### Carmen Miranda
A famosa cantora e atriz brasileira, nascida em Portugal, tornou-se um dos ícones gays mais celebrados no século XX. Com todo o seu individualismo e exagero visual, alcançado através do uso de altas sandálias plataformas, vistosos turbantes, saias rodadas, maquiagem carregada e gestos elaborados, se tornou referência para drag queens de todo o mundo. Exemplo brasileiro da forte relação entre o público homossexual e Carmen Miranda foi o surgimento em 1984, no Rio de Janeiro, da Banda Carmen Miranda, grupo carnavalesco predominantemente gay, dedicado a louvar a figura da cantora.

## Ícones gay na música

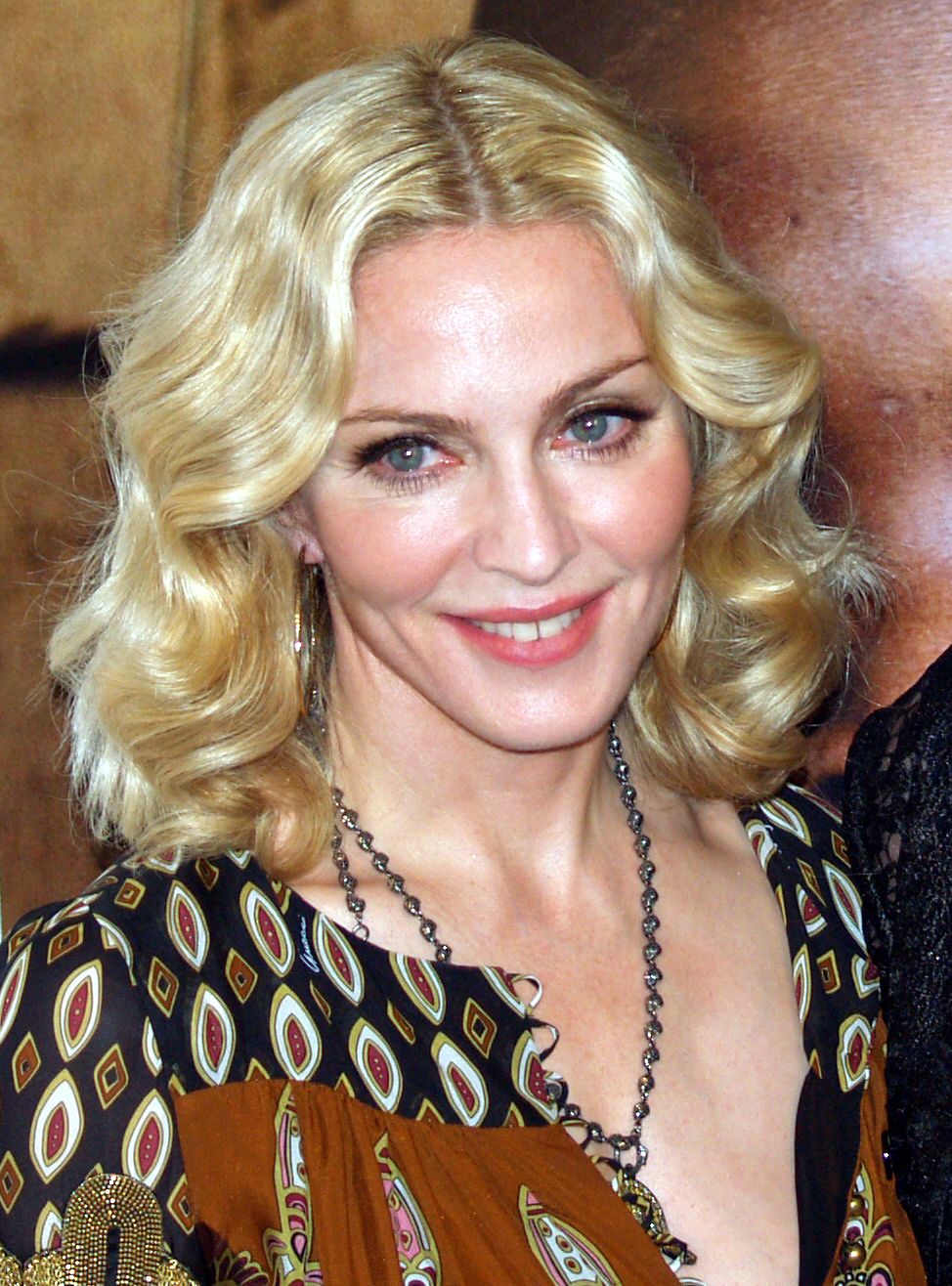
No âmbito musical, Madonna é uma das mais respeitadas e cultuadas figuras gays, tendo uma legião de fãs homossexuais.

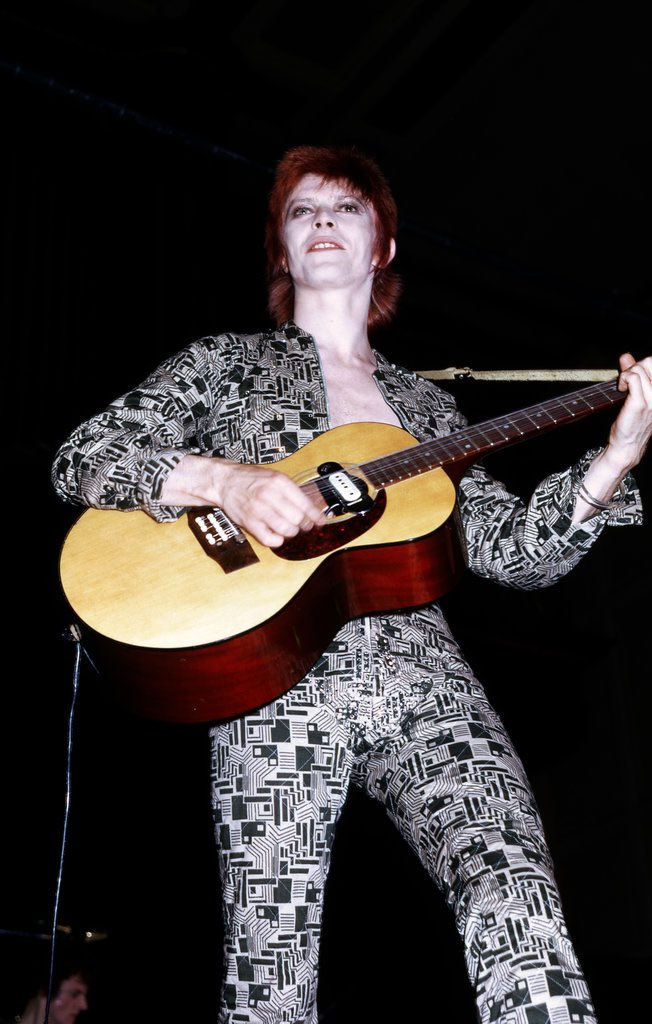
O músico britânico David Bowie é um dos maiores ícones LGBTQIAPN+ da história, pioneiro ao se assumir bissexual publicamente

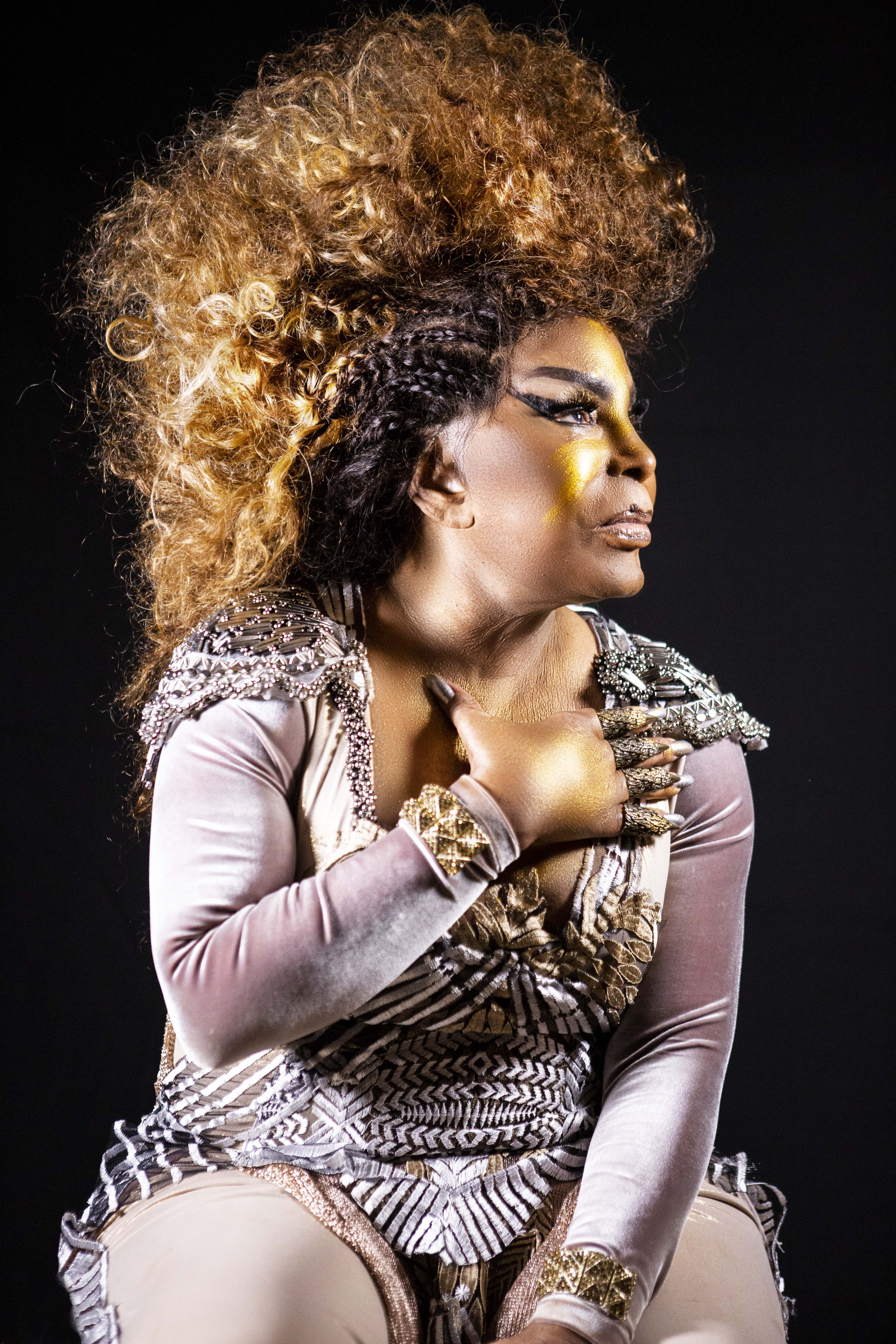
No Brasil, Elza Soares é um dos maiores exemplos de ícone LGBT, com sua postura poderosa e seu apoio firme e forte à comunidade.

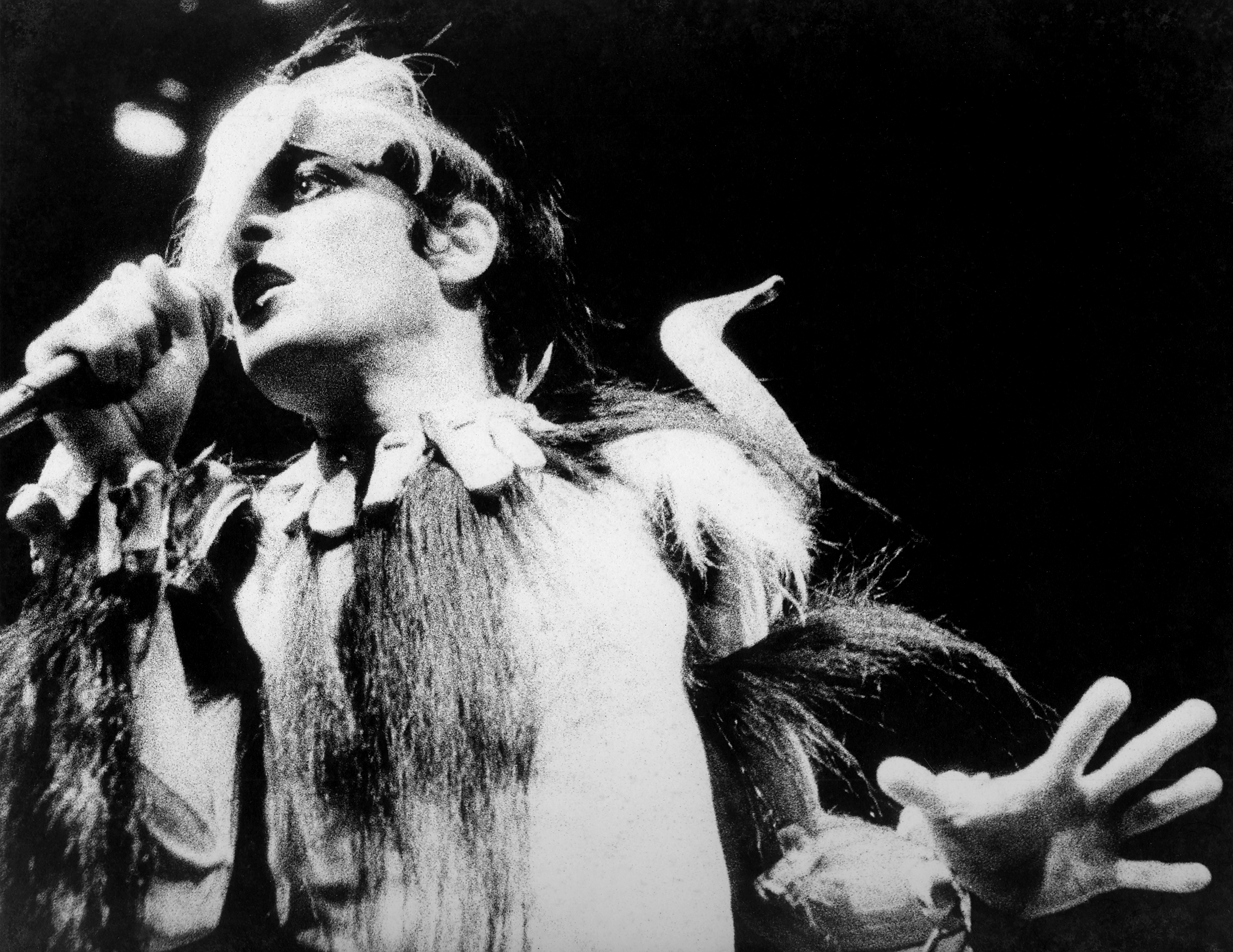
Ney Matogrosso é um dos maiores artistas e um dos maiores ícones LGBT+ da história do Brasil, rompendo barreiras em plena Ditadura Militar Brasileira

O grupo mais numeroso de ícones gays tem origem no campo da música, principalmente com as divas de canção como: David Bowie, Maria Callas, António Variações, Dalida, Agoney, Édith Piaf, Donna Summer, Diana Ross, Boy George, Barbra Streisand, Cher Isabel Pantoja, Sylvester, Rocío Jurado, Madonna, Cyndi Lauper, Kylie Minogue, Helena Paparizou, Joni Mitchell, Simone,  Vanusa,  Katy Perry, Cazuza, Rosemary, Marisa Monte, Gloria Gaynor, Cássia Eller, Beyoncé, Rita Lee, Angela Ro Ro, Lady Gaga, Pitty, Britney Spears, Marina Lima, Janis Joplin, Gal Costa, Debbie Harry, Elza Soares, Christina Aguilera, Rihanna, Selena, Thalía, Selena Gomez, Ney Matogrosso, Renato Russo, Lana Del Rey, Billie Joe, Ariana Grande e Maria Bethânia.
O caso de Judy Garland, com a canção Over the Rainbow, repetiu-se frequentemente com cantores que interpretaram canções sensíveis para a comunidade gay, que as elevou alguams vezes à categoria de hinos gay. É o caso de Gloria Gaynor com I Will Survive que serviu como hino tanto ao movimento gay como às feministas, RuPaul e Martha Wash com It's Raining Men (gravado originalmente pelas Weather Girls), Cindy Lauper com Girls Just Want to Have Fun, Madonna em Vogue e La Isla Bonita.

### Boy George
Frequentador da lendária boate Blitz, George Alan O'Dowd já era conhecido em Londres por suas roupas extravagantes, pomposas e rebeldes no final da década de 70. De lá também surgiram ícones como Duran Duran e Spandau Ballet em questão de meses. Formou em 1981 o Culture Club onde afirmou mundialmente sua androginia e bending de gênero em shows e vídeo clipes. Emplacou hits como "Do You Really Want To Hurt Me", "Karma Chameleon" e "Miss me Blind" que teriam sido inspiradas em seus relacionamentos com Jon Moss e Kirk Brandon, vocalsta do Theatre of Hate. Em meio às polêmicas com drogas, Ressurge em 1987 com o álbum Sold, e tem mostrado militância LGBT não só em entrevistas, mas com canções desde "No Clause 28" de 1989 (uma afronta a Margaret Thatcher que propunha censura ao LGBT tal como Vladimir Putin faz hoje), a "Turn 2 Dust", de 2011. Em 2013 lança "Love and Danger" cujo clip aborda o relacionamento homoafetivo de dois homens.

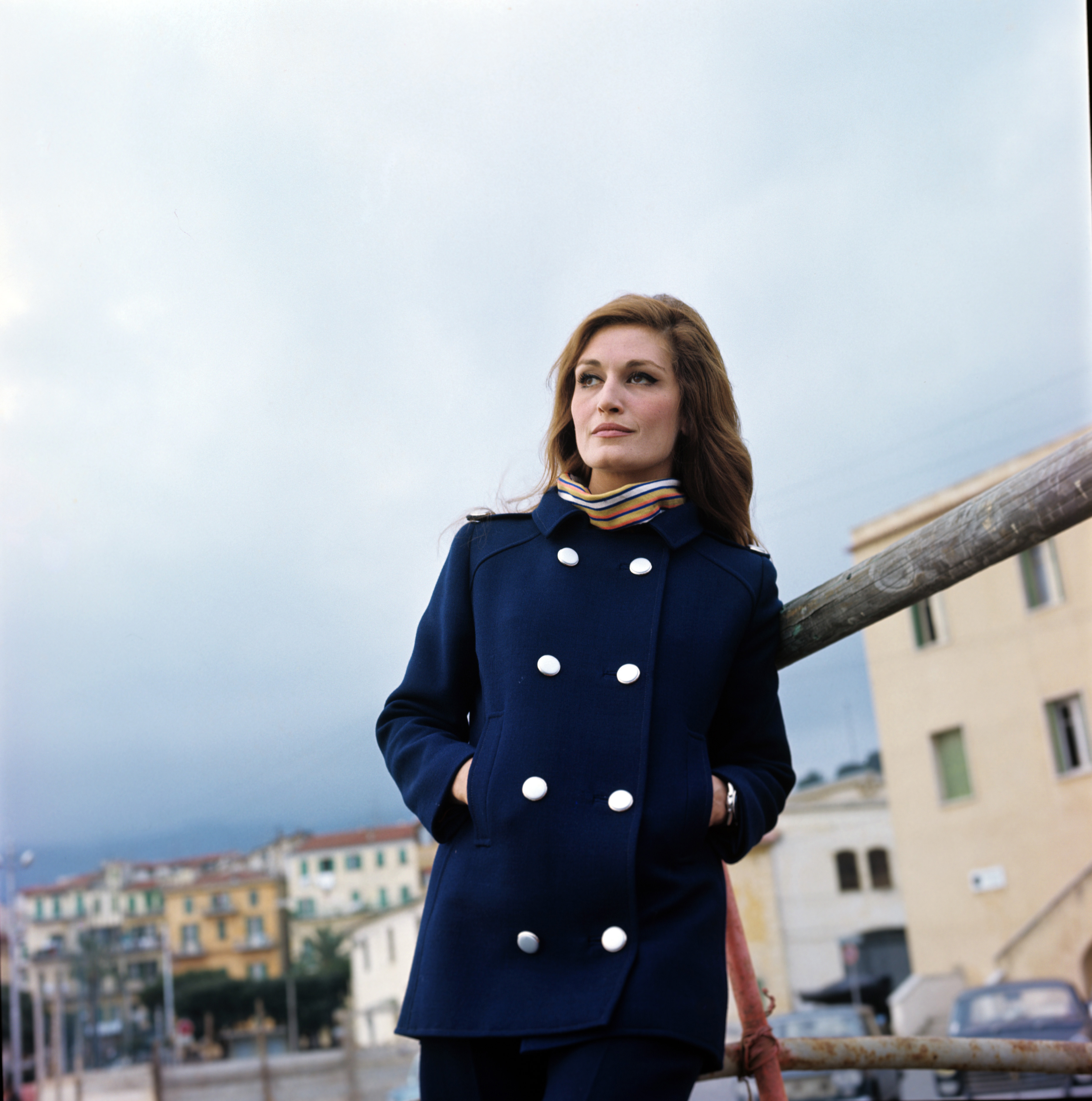
Dalida em 1967.

### Dalida
Em 1974, a egípcio-francesa Dalida lança um registro com duas canções: Gigi l'Amoroso e Il venait d'avoir 18 ans. Il venait d'avoir 18 ans, Pour ne pas vivre seule, Depuis qu'il vient chez nous e Bambino fará um papel muito importante na adoção da cantora pela comunidade gay. A comunidade gay foi prendida principalmente a Dalida nos anos setenta, o dela que  representa para eles a mulher arquetípica, fascinante, enquanto movendo, talentoso e tolerante.

### Cher
Músicas como Believe e  Strong Enough de Cher, são dois grandes exemplos de  hinos gays da atualidade e foram grandes sucessos, além do fato de seu filho com Sonny Bono ter-se assumido transexual ainda na adolescência e ter feito operação de redesignação sexual em 2010, fatos que a tornaram uma ativista do direitos LGBT, explicando talvez a sua popularidade entre esse meio.

### Freddie Mercury
Freddie Mercury, o vocalista dos Queen foi também considerado um ícone gay desde a década de 1980 devido ao seu enorme talento, ao seu físico varonil, ao seu descaramento juvenil e à sua pouco dissimulada bissexualidade. A sua morte trágica e antecipada contribuiu para aumentar a sua imagem mítica.

### Madonna
Desde o início de sua carreira nos anos anos 80 Madonna tem sido bastante cultuada pelas comunidades Homossexuais por suas performances, estilo, dança e por seu apoio contra a discriminaçãogay. Um dos mais famosos exemplos em sua carreira é o videoclipe da canção Vogue, em que Madonna e seus dançarinos fazem coreografias e poses inspiradas em performances feitas por homossexuais em boates e casas de shows em Nova York. Além de ser um de seus maiores clássicos, Vogue é um dos maiores hinos gays dos anos 90 e de todos os tempos. Outras canções de Madonna também se destacam entre o público homossexual, como "Like a Virgin", "Papa Don't Preach", "Express Yourself", "Sorry" e "Girl Gone Wild".

### Katy Perry
Katy Perry explodiu como grande simpatizante da causa homossexual. Desde o seu surgimento na mídia com I Kissed a Girl, critica de forma direta o preconceito e a agressividade com os quais grande parte da comunidade LGBT tem que conviver. Além disso, apoia incondicionalmente seus fãs, a maioria pertencente a esse grupo. No clipe da música Firework, considerada por muitos o hino da geração, ela expõe um beijo entre pessoas do mesmo sexo. Além disso, entoa em sua doce melodia que as pessoas devem amar a si mesmas, e que não devem ser intimidadas ou depreciadas, pois são especialmente únicas. Com seu álbum PRISM, teve novas melodias se tornando hinos dentro dos grupos homossexuais, dentre elas Walking on Air, que foi amplamente aceita, mesmo sendo um apenas single promocional.

### Lady Gaga

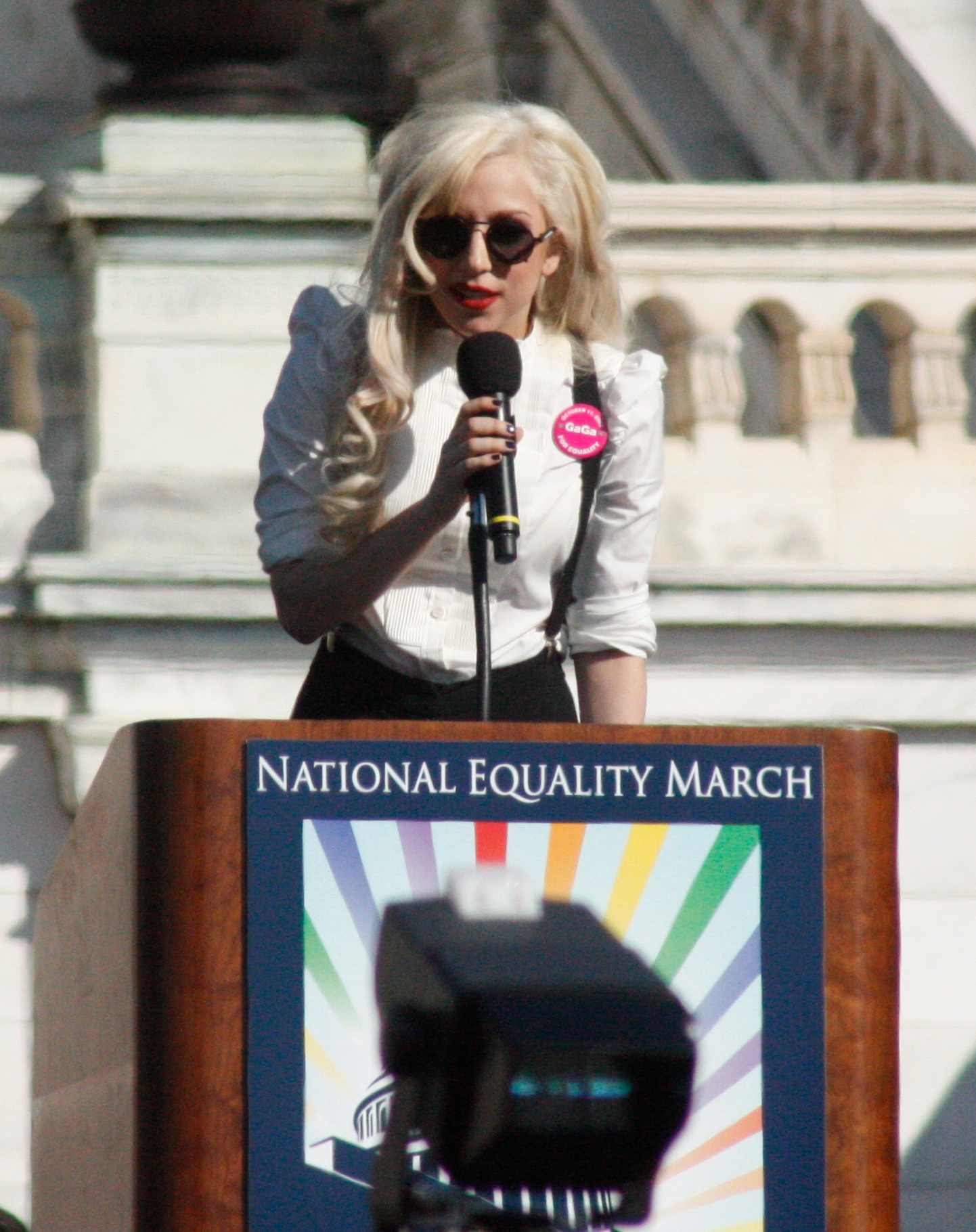
Lady Gaga discursando na Marcha Nacional pela Igualdade,no dia 11 de Outubro de 2009,em Washington,Estados Unidos.

Desde o início de sua carreira,  Gaga tem sido bastante cultuada pelas comunidades homossexuais por suas performances brilhantes, estilo, dança e por seu apoio contra a homofobia, bullying e racismo. Desde de seu primeiro single de trabalho, Just Dance, com suas batidas dançantes, Lady Gaga vem se destacando na cena noturnas do mundo todo, sendo considerada a "Rainha Gay" da atualidade, com um público massivo de homossexuais. Suas músicas, ganharam muito destaque na comunidade gay. Como exemplo, temos Poker Face, Bad Romance, Telephone, no vídeo da canção LoveGame, Lady Gaga faz alusão a sua bissexualidade, beijando um homem, e uma mulher dentro de uma cabine policial, a cena se tornou épica, e Alejandro, na qual a mesma dança de lingerie em camas com homens de cueca e salto alto, entre outras melodias. O destaque é  Born This Way, considerado o hino dos LGBT pela revista Rolling Stone, e também o hino da geração, cultuado pela comunidade LGBT, onde a mesma trata sobre auto-aceitação e amor próprio, também é destacado Bad Kids uma música composta com as histórias de muitos de seus fãs, que a mesma ouviu durante sua jornada na estrada. Com seu álbum ARTPOP, foi muito elogiada pelo público LGBT; na música Donatella, Gaga cita seus amigos gays, pelo companheirismo.

## Ícones gay no desporto
O desporto é uma grande fonte de ícones gay, neste caso, devido aos corpos esbeltos e à competição que faz verdadeiros heróis dos grandes campeões. Cristiano Ronaldo, Martina Navratilova, David Beckham, Billie Jean King e André Crespo foram todos considerados ícones gays. No caso de Beckham, a sua elevação a ícone gay, que parece agradar ao próprio, é devida a uma combinação da sua destreza futebolística, ao seu atractivo aspecto e à sua deslumbrante vida privada.

## Ícones gay na política
A vida política também contribui para a lista de ícones gay com, entre outros o grande Harvey Milk, Dilma Rousseff, Luiz Inácio Lula da Silva, Erika Hilton, Jean Wyllys, a Princesa Diana, Coretta Scott King, Fabiano Contarato, Winnie Mandela, Hillary Clinton, Eva Perón, Jacqueline Kennedy Onassis.
Alguns activistas dos movimentos de direitos civis também se converteram em ícones gay, como Roger Casement, um activista inglês da década de 1920 e a activista dos direitos civis Coretta Scott King, que é muito estimada pela comunidade gay pelo seu apoio ao movimento gay, que equiparou à luta pelos direitos civis dos negros liderada pelo seu marido Martin Luther King:
| “ | Ainda ouço gente que diz que não deveria falar sobre os direitos das lésbicas e dos gays e que deveria centrar-me nos assuntos de justiça racial… mas apresso-me a recordar que Martin Luther King Jr. disse "A injustiça em qualquer sítio é uma ameaça à justiça de todos os sítios." (…) Eu apelo a todos os que acreditam no sonho de Martin Luther King Jr. a guardar um lugar à sua mesa para a irmandade com as lésbicas e com os gays | ” |
|   | — Coretta Scott King, . |   |

## Ícones ficcionais
Vários personagens de ficção são também considerados ícones gay, existindo exemplos desde a Antiguidade Clássica, como o par Aquiles-Pátroclo, até à actualidade como no caso dos desenhos estereotipados de Tom of Finland.

### Mitologia
A Grécia Antiga originou um grande número de ícones gay, devido provavelmente ao ambiente de tolerância pelas relações homossexuais entre homens adultos e jovens adolescentes. O par de enamorados Aquiles-Pátroclo foi considerado o símbolo do amor ideal entre homens. O próprio Alexandre, o Grande terá colocado uma coroa de flores sobre o monumento funerário de Aquiles ao passo que Heféstion, o seu amante, terá colocado uma coroa sobre o de Pátroclo, simbolizando que a relação que os unia era semelhante à que unia os dois heróis mitológicos.

### Banda desenhada
Pernalonga, o coelho antropomórfico de desenhos animados da Warner Bros. na Era de Ouro da animação americana, foi considerado na década de 1950 como "um ícone cultural gay e a caricatura de uma diva" devido às suas travessuras travestindo-se e ao seu aspecto amaneirado.
A banda desenhada tem sido fonte de vários ícones gay. A interpretação homossexual da relação entre Batman e Robin foi objecto de interesse cultural e de estudos académicos impulsionados pela obra do psicólogo Fredric Wertham, Seduction of the Innocent (1954). Em meados da década de 1950, Werthman liderou uma campanha nacional nos Estados Unidos contra as revistas de banda desenhada, acusando-os de serem responsáveis pela corrupção infantil, com incitamento à prática de sexo e à violência. No caso de Batman e Robin, Werthman afirmava que "as histórias do tipo Batman e Robin ajudavam a fixar as tendências homoeróticas infantis, sugerindo uma relação de amor adolescente-adulto, do tipo Zeus-Ganimedes" Alguns autores afirmam que a interpretação homossexual desta relação ficcional é anterior ao livro de Wertham, tendo antes sido motivada pelos estudos de um psiquiatra californiano. Também Superman foi considerado um ícone gay por representar a imagem do macho hiper-masculino, com o seu corpo musculado e o seu uniforme justo
Outra imagem icônica gay proveniente da banda desenhada são os desenhos de Tom of Finland, que para além de servirem de inspiração para o estilo de vestir e para o comportamento de muitos gays da década de 1970, com o aparecimento da subcultura leather, é frequentemente a imagem estereotipada do homem gay no ideário popular.

### Televisão
Na série para televisão Xena: a princesa guerreira a estreita amizade entre As protagonistas Xena e Gabrielle sugeriu aos seus fãs que existem matízes lésbicas na sus relação, convertendo-as em ícones lésbicos. Na série norte-americana Will & Grace, os dois principais personagens gay masculinos, Will Truman e Jack McFarland, foram idealizados como ícones gay.

#### No Brasil
No Brasil as jovens lésbicas Clara (Alinne Moraes) e Rafaela (Paula Picarelli) receberam grande aceitação do público da telenovela Mulheres Apaixonadas, em 2003, marcando o principal momento na televisão brasileira. Na trama o casal sofria diversos tipos de preconceito de Margareth (Laura Lustosa), mãe de Clara, e de Paulinha (Ana Roberta Gualda), coléga de escola, que protagonizou cenas de repginação do público que passou a torcer pelo casal de garotas, marcando-as como grande ícone gay jovem no Brasil.
Em 2004 outro casal de garotas marcou história na novela Senhora do Destino. As personagens Jennifer (Bárbara Borges) e Eleonora (Mylla Christie) receberam tanta identificação dos telespecatadores que passaram a trocar rápidos beijos e acabaram tendo uma cena gravada onde o casal ia para a cama em sua primeira noite morando juntas, mostrando-as seminuas. A cena marcou certa de 48 pontos de audiência, uma das maiores da novela
Em 1989 a novela Tieta (telenovela), a maior média de audiência da história da televisão brasileira marcou a história com a protagonista Tieta, interpretada por Betty Faria. Uma personagem julgada pela sociedade e perseguida por sua irmã, a conservadora e fanática religiosa Perpétua, interpretada por Joana Fomm. Além disso, Tieta também tem um estilo extravagante e espalhafatoso de se vestir, falar e agir em geral.
A novela também marcou com a personagem Ninete, interpretada por Rogéria, atriz travesti adorada pela comunidade LGBT. Ninete é uma travesti que chega na pequena cidade de Santana do Agreste para visitar a amiga Tieta e levar Tonha (Yoná Magalhães) para São Paulo e choca a população. Esse evento leva a uma discussão entre Tieta e seu sobrinho e amante Ricardo (Cássio Gabus Mendes) na qual Tieta defende os direitos da comunidade LGBT em plena década de 1980. Por esses e outros motivos, a novela Tieta é icônica para a comunidade LGBT